# Ludvig Aspling
Erik Oskar Ludvig Aspling, född 15 juni 1983 i Järfälla församling, Stockholms län, är en svensk politiker (sverigedemokrat). Han är ordinarie riksdagsledamot sedan 2018, invald för Stockholms läns valkrets. Han är Sverigedemokraternas migrationspolitiske talesperson.
I riksdagen är Aspling ledamot i EU-nämnden sedan 2018 och socialförsäkringsutskottet sedan 2021. Han var ledamot i utrikesutskottet 2018–2021 och arbetsmarknadsutskottet 2021.

## Biografi
Efter sin naturvetenskapliga gymnasieutbildning studerade han mandarin och japanska vid Högskolan Dalarna. Han har också läst kurser på juristprogrammet vid Stockholms universitet.
Före den politiska karriären arbetade Aspling som engelsklärare i Thailand från 2005 till 2007 och sedan i Kina från 2007 till 2009. Han har även arbetat som vårdbiträde i Japan från 2009 till 2011 och som flygplatspersonal i Norge från 2011 till 2012.
Mellan 2015 och 2018 var han politisk sekreterare hos Sverigedemokraterna.